# کالای‌سر
کالای‌سر (به ترکی آذربایجانی: Koloysar) یک منطقهٔ مسکونی در جمهوری آذربایجان است که در شهرستان حاجی‌قبول واقع شده‌است.